# Сарвас, Марсело
Марсело Фаззио Сарвас (порт.-браз. Marcelo Fazzio Sarvas; род. 16 октября 1981, Сан-Паулу, Бразилия) — бразильский футболист, полузащитник.

## Карьера

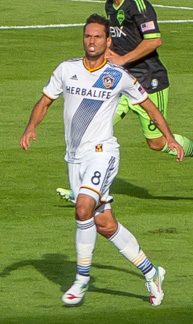
Сарвас в составе «Лос-Анджелес Гэлакси»

Сарвас начал карьеру в клубе «Коринтианс», с которым он завоевал Кубок Бразилии хотя его вклад в победу был минимальным. Из-за высокой конкуренции Марсело смог сыграть за основную команду только в одном матче. По окончании сезона он покинул клуб и перешёл в «Нороэсте», где также не задержался.
В 2004 году Сарвас переехал в Швецию. В новой стране он выступал за клубы «Карлскруна», «Кристианстадс», «Мьельбю» и «Лимнхамн Банкефло» из низших шведских лиг. В 2009 году Марсело подписал контракт с польской «Полонией». 2 августа в матче против «Короны» он дебютировал в Экстраклассе. 9 августа в поединке против «Шлёнска» из Вроцлава Сарвас забил свой первый гол за клуб из Варшавы.
В начале 2011 года Марсело перешёл в коста-риканский «Алахуэленсе». 6 февраля в матче против «Лимона» он дебютировал в чемпионате Коста-Рики. 28 марта в поединке против «Брухаса» Сарвас забил свой первый гол за новый клуб. В том же году Марсело помог «Алахуэленсе» дважды стать чемпионом страны.
13 декабря 2011 года Сарвас подписал контракт с американским «Лос-Анджелес Гэлакси». 11 марта 2012 года в матче против «Реал Солт-Лейк» он дебютировал в дебютировал в MLS. 19 марта в поединке против «Ди Си Юнайтед» Марсело забил свой первый гол за «Гэлакси». В составе клуба он дважды выиграл Кубка MLS.
В начале 2015 года Марсело перешёл в «Колорадо Рэпидз». 8 марта в матче против «Филадельфия Юнион» он дебютировал за новую команду. 2 августа в поединке против своего бывшего клуба «Лос-Анджелес Гэлакси» Сарвас забил свой первый гол за «Колорадо Рэпидз».
1 февраля 2016 года Сарвас был обменян в «Ди Си Юнайтед» на распределительные средства и драфт-пик 2018 года. 7 марта в матче против бывшей команды «Лос-Анджелес Гэлакси» он дебютировал за столичный клуб. 21 августа в поединке против «Нью-Йорк Ред Буллз» Сарвас забил свой первый гол за «Ди Си Юнайтед». После окончания сезона 2017 Сарвас остался без контракта.
1 июля 2020 года Сарвас и Жуниньо присоединились к тренерскому штабу академии «Лос-Анджелес Гэлакси».

## Достижения
Командные
 «Коринтианс»
- Обладатель Кубка Бразилии: 2002

 «Алахуэленсе»
- Чемпион Коста-Рики: Инвьерно 2011, Верано 2011

 «Лос-Анджелес Гэлакси»
- Обладатель Кубка MLS: 2012, 2014